# Jarak (Plosoklaten)
Jarak is een bestuurslaag in het regentschap Kediri van de provincie Oost-Java, Indonesië. Jarak telt 7550 inwoners (volkstelling 2010).